# 멜라니 티에리
멜라니 티에리(Mélanie Thierry, 1981년 7월 17일 ~ )는 프랑스의 배우이다.

## 작품 목록
- 제로법칙의 비밀
- 맨 오브 마스크 - 폴린 역
- 메모얼 오브 페인
- 아피코만 (각본, 감독)
- Da 5 블러드 - 헤디 역